# Earl Metcalfe
Earl Metcalfe, nato Earl Keeney Metcalf (Newport, 11 marzo 1889 – Burbank, 26 gennaio 1928), è stato un attore e regista statunitense del cinema muto.

## Biografia
Nato nel Kentucky, a Newport, l'11 marzo 1889, il suo nome all'anagrafe era Earl Keeney Metcalf. Nel 1912 esordì come attore in una pellicola della Lubin Manufacturing Company. Nella sua carriera recitò in oltre centocinquanta film. Nel 1915 passò anche dietro alla macchina da presa e, da regista, firmò una ventina di lavori.
Morì a soli 38 anni, il 26 gennaio 1928.

## Filmografia

### Attore (parziale)

#### 1912
- A Romance of the Border (1912)
- A Girl's Bravery
- The Moonshiner's Daughter (1912)
- Gentleman Joe, regia di George Nichols (1912)
- Juan and Juanita
- The Water Rats, regia di Oscar Eagle (1912)
- Kitty and the Bandits
- The Bravery of Dora

#### 1913
- The Mexican Spy
- Private Smith
- The Price of Jealousy, regia di Wilbert Melville (1913)
- Down on the Rio Grande (1913)
- The Regeneration of Nancy
- The First Prize
- The Soul of a Rose
- Sixes and Nines
- The Moonshiner's Wife
- Women of the Desert
- The Eye of a God
- Beating Mother to It
- A Florida Romance
- The Judgment of the Deep
- The Great Pearl
- The Wine of Madness
- From Ignorance to Light
- Her Husband's Picture
- The Call of the Heart, regia di George Nichols (1913)
- Into the Light, regia di George Nichols (1913)
- In the Southland
- A Sleepy Romance
- Making Good (1913)
- The Momentous Decision
- Partners in Crime, regia di Harry Myers (1913)
- His Chorus Girl Wife (1913)
- The Scapegrace
- The Smuggler's Daughter (1913)
- A Pill Box Cupid
- The Doctor's Romance

#### 1914
- The Story the Gate Told
- A Question of Right
- The Moth (1914)
- The Price of a Ruby, regia di Harry Myers (1914)
- His Wife (1914)
- The Daughters of Men
- The Gamblers, regia di George W. Terwilliger (1914)
- When Conscience Calls, regia di George Terwilliger (1914)
- The Changeling, regia di George Terwilliger - cortometraggio (1914)
- The Debt (1914)
- Three Men and a Woman, regia di George Terwilliger (1914)
- By Whose Hand, regia di George Terwilliger (1914)
- The Beloved Adventurer, regia di Arthur V. Johnson (1914)
- The Making of Him, regia di George Terwilliger (1914)
- The Man from the Sea, regia di John Ince - cortometraggio (1914)
- A Soldier of Peace
- The Intriguers

#### 1915
- The Friendship of Lamond (1915)
- The Shanghaied Baby, regia di George Terwilliger (1915)
- The Regenerating Love, regia di George Terwilliger (1915)
- The Rainy Day, regia di George Terwilliger (1915)
- The Human Investment, regia di George Terwilliger (1915)
- The Hermit of Bird Island, regia di George Terwilliger (1915)
- The Thief in the Night
- The Cipher Key
- A Romance of the Navy
- Such Things Really Happen
- Just Retribution
- The Darkness Before Dawn
- The Insurrection
- The Path to the Rainbow
- Destiny's Skein
- The Ringtailed Rhinoceros
- The Second Shot
- The Phantom Happiness
- Where the Road Divided
- A Heart Awakened
- The Last Rebel
- The Telegrapher's Peril
- The Man of God, regia di George Terwilliger (1915)
- The Nation's Peril, regia di George Terwilliger (1915)
- A Thief in the Night, regia di George Terwilliger (1915)

#### 1916
- The Last Shot, regia di George Terwilliger (1916)
- Race Suicide, regia di George Terwilliger, Raymond L. Ditmars (196)
- Ignorance, regia di James A. Fitzgerald (1916)
- The Jade Necklace
- Perils of Our Girl Reporters

#### 1917
- The Black Door
- Ace High, regia di George W. Terwilliger (1917)
- The White Trail, regia di George W. Terwilliger (1917)
- Many a Slip, regia di George W. Terwilliger (1917)
- Her Good Name, regia di George Terwilliger (1917)
- A Long Lane, regia di George W. Terwilliger (1917)
- The Smite of Conscience, regia di George W. Terwilliger (1917)
- Birds of Prey, regia di George W. Terwilliger (1917)
- Misjudged, regia di George W. Terwilliger - cortometraggio (1917)
- Taking Chances, regia di George W. Terwilliger (1917)
- Outwitted, regia di George W. Terwilliger (1917)
- The Schemers, regia di George Terwilliger (1917)
- The Counterfeiters, regia di George Terwilliger (1917)
- Kidnapped, regia di George W. Terwilliger (1917)

#### 1919
- The World to Live In, regia di Charles Maigne (1919)
- Coax Me, regia di Gilbert P. Hamilton (1919)
- The Battler, regia di Frank Reicher (1919)
- The Woman of Lies, regia di Gilbert P. Hamilton (1919)
- The Poison Pen, regia di Edwin August (1919)

#### 1921
- What Women Will Do, regia di Edward José (1921)
- Mother Eternal, regia di Ivan Abramson (1921)
- Eden and Return, regia di William A. Seiter (1921)

#### 1922
- White Eagle, regia di Fred Jackman, W. S. Van Dyke - serial cinematografico (1922)
- Back to Yellow Jacket, regia di Ben F. Wilson (1922)
- Ignorance (1922)
- The New Teacher, regia di Joseph Franz (1922)
- Boomerang Justice, regia di Edward Sedgwick (1922)
- Il giogo (While Justice Waits), regia di Bernard J. Durning (1922)
- The Great Night , regia di Howard M. Mitchell (1922)
- La forza d'una menzogna (The Power of a Lie), regia di George Archainbaud (1922)

#### 1924
- The Silent Accuser, regia di Chester M. Franklin (1924)

#### 1927
- The Notorious Lady
- Il re dei re (The King of Kings), regia di Cecil B. DeMille (1927)
- Daring Deeds
- The Devil's Saddle
- Night Life, regia di George Archainbaud (1927)

#### 1928
- Air Mail Pilot
- Eagle of the Night

### Regista
- His Three Brides
- Blaming the Duck, or Ducking the Blame
- And the Parrot Said...?
- Bashful Billie
- An Unwilling Burglar
- Billie's Headache (1916)
- A Skate for a Bride (1916)
- Insomnia (1916)
- Cured (1916)
- The Election Bet (1916)
- Billie's Lucky Bill
- A Temporary Husband
- Billie's Revenge
- Hamlet Made Over
- Some Boxer
- Dare Devil Bill
- Love One Another
- Billie's Double
- A Wise Waiter
- Mr. Housekeeper